# Амин, Ахмед
Ахме́д Ами́н (1 октября 1878 — 30 мая 1954) — египетский историк, филолог и писатель. Автор работ по истории Халифата и истории его общественной мысли, в том числе многотомной серии книг по истории исламской цивилизации (1928—1953), знаменитой автобиографии («Моя жизнь», 1950), а также важного словаря египетского фольклора (1953).

## Биография
Получив традиционное религиозное образование в мусульманском Университете Аль-Азхар, он работал кади до 1926 года. Затем он преподавал арабскую литературу в Каирском университете, где был назначен деканом факультета искусств и занимал эту должность до 1946 года.
Ахмед Амин был одним из самых блестящих интеллектуалов своего времени: он был редактором литературных журналов «ар-Рисала» (1933) и «ас-Сакафа» (1939), основал Комитет литературы, переводов и публикаций («Ладжна ат-талиф ва ат-тарджама ва ан-нашр»). Он работал начальником отдела культуры в министерстве образования Египта, а затем возглавил культурный отдел Лиги арабских государств.

## Научный вклад
Наиболее известен своей долгой историей исламской культуры в трёх частях:
- «Заря ислама» («Фаджр аль-ислам»), 1928, издание 1950;
- «Утро ислама» («Духа аль-ислам»), 1933—1936, издание 1952, в 3 т.;
- «Полдень ислама» («Зухр аль-ислам»), 1945—1953, издание 1955), в 4 т.;

Это является первой попыткой такого рода в современной истории мусульманского мира. Его работа «Видные реформаторы в новое время» (1948) посвящена исследованию взглядов и деятельности крупнейших мусульманских мыслителей и реформаторов конца XIX ‒ начала XX веков. Большой массив сведений по истории, экономике, литературе, разнообразных аспектах повседневности, нравах и обычаях египтян содержатся в его словаре-энциклопедии («Словарь египетских обычаев, нравов и выражений», 1953). Он также оставил автобиографию, а его основные статьи были опубликованы под названием «Файд аль-хатир».
Амин читал лекции по истории египетской литературы с 1939 по 1946 год. Именно в это время Амин высказал утверждение, что египтяне не внесли такого вклада в развитие арабской поэзии в средние века, как другие арабские народы. Ученик Амина Шауки Дайф утверждал, что нехватка должным образом опубликованных египетских произведений того периода делает такое суждение неубедительным, и предложил Амину совместно переиздать антологии египетской поэзии того периода. Амин согласился написать введение, в то время как Дайф написал предисловие, а их коллега Ихсан Аббас помог команде с редактированием фолио для печати в 1951—1952 годах.